# Statuia lui Constantin Brâncoveanu din București
Statuia lui Constantin Brâncoveanu, realizată din bronz de sculptorul Oscar Han în 1939, se află în curtea bisericii Sf. Gheorghe-Nou din București, unde este înmormântat domnitorul.
Monumentul a fost realizat din inițiativa primarului general al Bucureștiului din anul 1938, Iulian Peter, pentru a cinsti credința și martiriul marelui domnitor. Din cauza unei superstiții a regelui Carol al II-lea al României, statuia nu a fost „dezvelită” niciodată după datină ci numai „inaugurată” în 1939, când s-a tăiat panglica Bulevardului 1848 (azi Bulevardul I. C. Brătianu), în timpul mandatului primarului Victor Dombrovski.
Statuia, care are o înălțime mai mare decât cea a domnitorului, îl prezintă pe Constantin Brâncoveanu tânăr, îmbrăcat într-o tunică lungă prinsă la piept, sub care poartă haina de domnitor. După moda epocii, capul este acoperit cu un „ișlic” (căciulă de blană), ornamentată cu un „surguci” (panaș). Pe partea de sus a soclului este o inscripție cu textul: „CONSTANTIN BRÂNCOVEANU”.
Statuia este înscrisă în Lista monumentelor istorice 2010 - Municipiul București - la nr. crt. 2280, cod LMI B-III-m-A-19965.